# Phantasy Star IV
Phantasy Star IV är ett RPG till Segas konsol Mega Drive. Det är liksom del ett och två baserat på ett sci-fi-tema och skilde sig därmed en del från del tre. Spelet låg på 24 Megabit när det släpptes 1993, vilket gjorde det till det största Mega Drive-spelet dittills. Det är ofta ansett vara det populäraste spelet i serien tack vare sina många manga-scener, innovativa kampsystem och starka story.